# Стригинское сельское поселение
Стригинское сельское поселение — упразднённое муниципальное образование в составе Починковского района Смоленской области России.
Административный центр — деревня Стригино. На территории поселения находятся 10 населённых пунктов.
Образовано Законом Смоленской области от 28 декабря 2004 года. Упразднено Законом Смоленской области от 20 декабря 2018 года с включением к 1 января 2019 года всех входивших в его состав населённых пунктов в Ленинское сельское поселение.

## Географические данные
- Общая площадь: 122 км²
- Расположение: северо-восточная часть Починковского района
- Граничило:
  - на севере и северо-востоке — с Глинковским районом
  - на юго-востоке и юге с Климщинским сельским поселением
  - на западе — с Ленинским сельским поселением
- Крупные реки: Хмара
- По территории поселения проходит автомобильная дорога Р96 Новоалександровский(А101) — Спас-Деменск — Ельня — Починок.

## Экономика
Сельхозпредприятия, магазины.

## Население
| 2011 | 2012 | 2013 | 2014 | 2015 | 2016 | 2017 |
| ---- | ---- | ---- | ---- | ---- | ---- | ---- |
| 454  | ↘446 | ↘429 | ↗438 | ↘430 | ↗449 | ↘430 |
| 2018 | 2019 |      |      |      |      |      |
| ↘425 | ↘421 |      |      |      |      |      |

## Населённые пункты
В состав поселения входили следующие населённые пункты:
- Стригино, деревня
- Кононово, деревня
- Луговатое, деревня
- Мавринское, деревня
- Пирьково, деревня
- Путятино, деревня
- Сергеево, деревня
- Толпеки, деревня
- Урубок, деревня
- Харинка, деревня